# Polynoncus seymourensis
Polynoncus seymourensis is een keversoort uit de familie beenderknagers (Trogidae). De wetenschappelijke naam van de soort is voor het eerst geldig gepubliceerd in 1925 door Mutchler.